# Bumbles Becomes a Crook
Bumbles Becomes a Crook è un cortometraggio muto del 1913 diretto da W.P. Kellino. Il regista, specializzato in comiche, realizzò negli anni dieci una serie di corti che avevano come protagonista il personaggio di Bumbles, interpretato da Phillipi.

## Trama
Bumbles si aggrega a una banda di malviventi, partecipa al furto di una cassaforte e finisce che scappa via per salvarsi.

## Produzione
Il film fu prodotto dalla EcKo.

## Distribuzione
Distribuito dall'Universal Pictures, il film - un cortometraggio di 146 metri - uscì nelle sale cinematografiche britanniche nell'agosto 1913.